# Dominique Souchet
Dominique François Christian Souchet (ur. 9 lipca 1946 w La Rochelle) – francuski polityk, dyplomata, były eurodeputowany, parlamentarzysta krajowy. Kawaler Legii Honorowej.

## Życiorys
Absolwent Instytutu Nauk Politycznych w Paryżu i École nationale d'administration. Po studiach rozpoczął pracę w administracji państwowej. Został zatrudniony w Ministerstwie Spraw Zagranicznych. Przebywał na różnych stanowiskach na placówkach m.in. w Pekinie, Moskwie i Waszyngtonie. Od połowy lat 80. był radcą kulturalnym w ambasadzie w Maroku i następnie ministrem-radcą w ambasadzie w Kanadzie.
W 1994 uzyskał mandat posła do Parlamentu Europejskiego, w którym zasiadał przez dwie kadencje (do 2004). W połowie lat 90. należał do założycieli eurosceptycznego i konserwatywnego Ruchu dla Francji, wchodząc w skład władz krajowych tego ugrupowania.
Od 1995 do 2001 pełnił funkcję mera Luçon. Od 1998 przez trzy lata był radnym regionu Kraj Loary, w 2001 został radnym departamentu Wandea.
W 2008 po unieważnieniu głosowania do Zgromadzenia Narodowego w jednym z okręgów, wygrał wybory uzupełniające, uzyskując mandat poselski do niższej izby francuskiego parlamentu XIII kadencji. W 2012 bez powodzenia ubiegał się o reelekcję.